# 水野みか子
水野 みか子（みずの みかこ、1958年〈昭和33年〉 - ）は、作曲家・音楽学者。専門分野は音楽学・20世紀音楽、作曲、音楽情報学。学位は博士（工学）。名古屋市立大学名誉教授。

## 人物
1958年（昭和33年）三重県四日市市生まれ。
東京大学文学部美学芸術学専攻を1981年（昭和56年）に卒業。結婚後名古屋市に移住し、さらに子育てしながら大学院に通い、愛知県立芸術大学大学院を1991年（平成3年）に修了した。
1992年（平成4年）4月から1997年（平成9年）3月まで愛知教育大学非常勤講師のほか、名古屋市立大学専任講師、助教授（准教授）を経て、同大学教授を務めた。2024年（令和6年）3月、同大学を定年退職。2024年4月から名古屋音楽大学特任教授。
作曲を兼田敏、岡坂慶紀、マルコ・ストロッパなどに師事。2008年3月、平成19年度愛知県芸術文化選奨文化賞を受賞。2023年、地域文化功労者。
- 1992年（平成04年）4月 - 愛知教育大学非常勤講師[8]
- 1994年（平成06年）4月 - 名古屋芸術大学音楽学部非常勤講師[8]
- 1997年（平成09年）3月 - 愛知県教育大学非常勤講師退任[8]
- 1997年（平成09年）4月 - 名古屋市立大学芸術工学部講師[8]
- 2000年（平成12年）4月 - 名古屋市立大学芸術工学部助教授[8]
- 2002年（平成14年）4月 - 名古屋市立大学大学院芸術工学研究科准教授[8]
- 2003年（平成15年）4月 - 名古屋大学非常勤講師[8]
- 2008年（平成20年）3月 - 名古屋大学非常勤講師退任[8]
- 2008年（平成20年）4月 - 名古屋市立大学大学院芸術工学研究科教授[8]
- 2018年（平成30年）4月 - 名古屋市立大学大学院芸術工学研究科長[8]
- 2024年（令和06年）
  - 3月 - 名古屋市立大学を定年退職[9]。
  - 4月 - 名古屋音楽大学特任教授
  - 5月[12] - 名古屋市立大学名誉教授の称号授与。

## 作曲作品
多数あり、以下で網羅しきれない。外部リンクの日本現代音楽協会ウェブサイトで「作品リスト」の閲覧が可能。
- 混声合唱曲「鳥籠売りジョンの唄」

この曲で1987年（昭和62年）第11回神奈川県芸術祭合唱曲作曲コンクール第3位に入賞している。
- 「ピアノとオーケストラのためのShowering Memory」

この曲で1991年（平成3年）第13回日本交響楽振興財団作曲賞を受賞している。
- 「醒める河で――ピアノと電子音響のための」（2004）
- 「das dash!――パイプオルガンと電子音響のための」（2015）
- 「行き交う光束――ヴァイオリンとコンピュータのための」（2016）
- 「Lipochrome――ピアノとコンピュータのための」（2017）
- 「植物が決めるとき」（2017、大井浩明委嘱作品）
- 「月と影 ハイドロニューマチックな夜――ファゴットと尺八のための」（2018）
- 「管弦楽のためのミルフォード・ポンド」（2019）

### 名古屋市営地下鉄接近メロディ
2007年（平成19年）3月、名古屋市営地下鉄5路線で列車接近メロディーが導入された。方向別8秒ほどの電子音楽12曲を作曲している。2014年（平成26年）7月にはこれらのメロディを組み合わせた5分50秒の「なごや交通組曲」を発表している。

## 著書

### 共著
- 『作曲の20世紀(2)――1945年以降』長木誠司（監修）、音楽之友社〈クラシック音楽の20世紀 第2巻〉、1993年7月20日。NDLJP:13235925/6。
  - 同書のうち「エリオット・カーター（48頁）」「ミルトン・バビット（49頁）」「ヘルベルト・アイメルト（93頁）」「ヤニス・クセナキス（94 - 95頁）」「中村滋延（104頁）」「アラン・ホヴァネス（172頁）」「尹伊桑（206 - 207頁）」「姜碩煕（208頁）」の項目など

### 共訳
- （大倉文雄 本文共訳）『名作オペラブックス(26) ベルク ヴォツェック』音楽之友社、1988年10月20日 国立国会図書館書誌ID:000001946886[4]
  - 原書  "Wozzeck――Texte, Materialien, Kommentare", Rororo Opernbücher, Rowohlt, (1985), ISBN 978-3499179297, OCLC 1072950497 のうち

ウルリヒ・ディベリウス執筆の巻頭論文 "Einheitlichkeit der Architektur――Mannigfaltigkeit der Gestalten"（邦題：構築の統一性――形態の多様性、共訳）